# Thank You Girl
«Thank You Girl» es una canción compuesta por el tándem Lennon/McCartney y que fue lanzada por The Beatles como lado B del sencillo «From Me to You» el 11 de abril de 1963. También fue incluida en el disco The Beatles' Second Album en los Estados Unidos. 

## Grabación
La canción fue grabada el 5 de marzo de 1963 en los EMI Studios de Londres. Fue acreditada a McCartney—Lennon, como lo fueron desde el primer álbum todas las canciones de The Beatles, aunque a partir del sencillo «She Loves You», se invertirían los nombres definitivamente a Lennon—McCartney.

## Personal
- John Lennon – voz (doblada a dos pistas), guitarra acústica (Gibson J-160e enchufada), armónica (Höhner Chromatic) y guitarra rítmica (Rickenbacker 325c58).
- Paul McCartney – armonía vocal, bajo (Höfner 500/1 61´).
- George Harrison – guitarra eléctrica (Gretsch Duo Jet)
- Ringo Starr – batería (Premier Duroplastic Mahoganny)

Productor: George Martin
Ingeniero de grabación: Norman Smith

## Posición en las listas
| Año  | País           | Lista             | Posición | Semanas n.º 1 | Semanas en lista |
| ---- | -------------- | ----------------- | -------- | ------------- | ---------------- |
| 1964 | Estados Unidos | Billboard Hot 100 | 35       | —             | 7                |
| 1964 | Estados Unidos | Record World      | 39       | —             |                  |
| 1964 | Estados Unidos | Cash Box          | 38       | —             |                  |